# 霍華德·洛倫岑號飛彈追蹤艦 (T-AGM-25)
霍華德·洛倫岑號飛彈追蹤艦 (T-AGM-25)是一艘飛彈跟蹤測量艦（又稱導彈測量船），由密西西比州帕斯卡古拉的VT Halter Marine為美國海軍建造。它於2008年8月13日安放龍骨，於2014年在美國軍事海運司令部服役，取代退役的觀察島號彈道飛彈觀測艦。
霍華德·奧托·洛倫岑在美國海軍研究實驗室33年的職業生涯中，因開發無線電對抗措施而被譽為「電子戰之父」。該艦的擲瓶式由洛倫岑的女兒擲瓶命名。
2022年環臺軍事行動期間，它從橫須賀港出發到台灣東部海域執勤。